# La mamma
"La mamma" is een nummer van de Franse chansonnier Charles Aznavour. Het nummer verscheen op zijn gelijknamige album uit 1963. Dat jaar werd het uitgebracht als de tweede single van het album.

## Achtergrond
"La mamma" is geschreven door Aznavour en Robert Gall. Aznavour nam het in 1962 voor het eerst op voor een ep. In 1963 verscheen het op het album La mamma. Aznavour was niet de eerste artiest die het uitbracht op single: Les Compagnons de la chanson scoorde een klein hitje in de Franse hitlijsten aan het eind van 1963 met een tachtigste plaats als hoogste notering. In februari 1964 bereikte de versie van Aznavour de eerste plaats in de Franse hitlijsten, terwijl in de Waalse Ultratop 50 een tweede plaats werd behaald. In de Vlaamse Ultratop 50 kwam het tot de vijftiende plaats. Aznavour nam het nummer ook in het Italiaans op, waarmee hij in Italië tot de dertiende plaats kwam. Domenico Modugno kwam in Italië met zijn versie tot plaats 36. "La mamma" is de eerste single van Aznavour die meer dan een miljoen keer werd verkocht.
In december 1964 bracht Matt Monro een Engelstalige versie van "La mamma" uit onder de titel "For Mama", vertaald door Don Black. Het bereikte plaats 36 in het Verenigd Koninkrijk. Connie Francis kwam in de Amerikaanse Billboard Hot 100 tot plaats 48 in de hitlijst, terwijl zij in de Filipijnen de tweede plaats behaalde. Jerry Vale behaalde met deze versie een 63e plaats in de Billboard Hot 100 in april 1965. Ook Vic Damone nam een versie op, die geen hitlijsten behaalde.

### NPO Radio 2 Top 2000
| Nummer met noteringen in de NPO Radio 2 Top 2000 | '99  | '00 | '01  | '02  | '03  | '04  | '05  | '06 | '07 | '08 | '09  | '10  | '11  | '12  | '13  | '14  | '15  |
| ------------------------------------------------ | ---- | --- | ---- | ---- | ---- | ---- | ---- | --- | --- | --- | ---- | ---- | ---- | ---- | ---- | ---- | ---- |
| La mamma                                         | 1112 | -   | 1467 | 1298 | 1297 | 1175 | 1044 | 831 | 763 | 923 | 1018 | 1108 | 1176 | 1393 | 1294 | 1499 | 1374 |

1. ↑  Een '-' betekent dat het nummer niet was genoteerd en een vetgedrukt getal geeft de hoogste notering aan.
2. ↑  Deze tabel is bijgewerkt tot en met de laatste editie (2024).

## Corry Brokken
"La mamma" werd in het Nederlands gecoverd door Corry Brokken onder de titel "La mamma (Zij kwamen overal vandaan)". Het is naar het Nederlands vertaald door Gerrit den Braber onder het pseudoniem Lodewijk Post. Later in 1965 nam de zangeres ook nog een Duitstalige versie op die vertaald werd door Charly Niessen. Bij beide versies werd Brokken begeleid door een orkest onder leiding van Bert Paige.

### Tracklist

#### 7"-single
Philips 327642 JF
1. "La mamma (Zij kwamen overal vandaan)"
2. "Geef mij je hand"

#### 7"-ep
Philips 433 244 PE
1. "La mamma (Zij kwamen overal vandaan)"
2. "Geef mij je hand"
3. "Nu, meer dan ooit"
4. "Tra-la-la-la-la"

### Hitnotering
| La mamma (Zij kwamen overal vandaan) | La mamma (Zij kwamen overal vandaan) | La mamma (Zij kwamen overal vandaan) | La mamma (Zij kwamen overal vandaan) | La mamma (Zij kwamen overal vandaan) | La mamma (Zij kwamen overal vandaan) | La mamma (Zij kwamen overal vandaan) | La mamma (Zij kwamen overal vandaan) | La mamma (Zij kwamen overal vandaan) | La mamma (Zij kwamen overal vandaan) | La mamma (Zij kwamen overal vandaan) | La mamma (Zij kwamen overal vandaan) | La mamma (Zij kwamen overal vandaan) | La mamma (Zij kwamen overal vandaan) | La mamma (Zij kwamen overal vandaan) | La mamma (Zij kwamen overal vandaan) | La mamma (Zij kwamen overal vandaan) | La mamma (Zij kwamen overal vandaan) | La mamma (Zij kwamen overal vandaan) |
| Hitlijst                             | Datum van binnenkomst                | Week:                                | 1                                    | 2                                    | 3                                    | 4                                    | 5                                    | 6                                    | 7                                    | 8                                    | 9                                    | 10                                   | 11                                   | 12                                   | 13                                   | 14                                   | 15                                   |                                      |
| ------------------------------------ | ------------------------------------ | ------------------------------------ | ------------------------------------ | ------------------------------------ | ------------------------------------ | ------------------------------------ | ------------------------------------ | ------------------------------------ | ------------------------------------ | ------------------------------------ | ------------------------------------ | ------------------------------------ | ------------------------------------ | ------------------------------------ | ------------------------------------ | ------------------------------------ | ------------------------------------ | ------------------------------------ |
| Tijd Voor Teenagers Top 10           | 4-4-1964                             | Positie:                             | 10                                   | 8                                    | 8                                    | 7                                    | 5                                    | 5                                    | 2                                    | 3                                    | 3                                    | 4                                    | 6                                    | 7                                    | 8                                    | 8                                    | 7                                    | uit                                  |

#### NPO Radio 2 Top 2000
| Nummer met noteringen in de NPO Radio 2 Top 2000 | '99  | '00-'01 | '02  | '03  | '04  | '05  | '06  | '07  | '08  |
| ------------------------------------------------ | ---- | ------- | ---- | ---- | ---- | ---- | ---- | ---- | ---- |
| La mamma (Zij kwamen overal vandaan)             | 1407 | -       | 1913 | 1926 | 1925 | 1792 | 1944 | 1694 | 1778 |

1. ↑  Een '-' betekent dat het nummer niet was genoteerd en een vetgedrukt getal geeft de hoogste notering aan.
2. ↑  Deze tabel is bijgewerkt tot en met de laatste editie (2024).